# Ochthebius italicus
Ochthebius italicus är en skalbaggsart som beskrevs av Manfred A. Jäch 1990. Ochthebius italicus ingår i släktet Ochthebius och familjen vattenbrynsbaggar. Inga underarter finns listade i Catalogue of Life.